# БИС!
БИС! —другий студійний альбом Сергія Бабкіна, представлений у 2005 році. Платівка є певним продовження попереднього альбому, оскільки містить пісні, записані в той же день, але які не увійшли в дебютний альбом.
Сергій Бабкін про альбом:
|  | У другий альбом я включив те, що не увійшло в перший «УРА!», тобто БИС!, по суті, є його продовженням. |

## Список композицій
| #     | Назва               | Тривалість |
| ----- | ------------------- | ---------- |
| 1.    | «Дурак»             | 6:30       |
| 2.    | «Наша Сказка»       | 4:07       |
| 3.    | «Не люблю»          | 4:38       |
| 4.    | «Зачем нужны слова» | 3:10       |
| 5.    | «Америка»           | 5:44       |
| 6.    | «Крестики-нолики»   | 5:14       |
| 7.    | «Герой»             | 3:51       |
| 8.    | «Ой, ой, ой»        | 3:!3       |
| 9.    | «Чёрная тоска»      | 2:55       |
| 10.   | «Фокус»             | 5:02       |
| 11.   | «Пессимистическая»  | 4:21       |
| 12.   | «Время»             | 4:35       |
| 13.   | «Вольная»           | 2:51       |
| 14.   | «Героям»            | 2:50       |
| 15.   | «Хочется…»          | 4:04       |
| 16.   | «Хорошо!»           | 4:33       |
| 67:38 |                     |            |

## Учасники запису
- Сергій Бабкін — гітара;
- Сергій Савенко — кларнет;
- Андрій Запорожець — бек-вокал;